# Décès en septembre 1886
Décès
- 1882
- 1883
- 1884
- 1885
- 1886
- 1887
- 1888
- 1889
- 1890

Pour une information complémentaire, voir la page d'aide.

| Date          | Nom                              | Pays                   | Activités                                           | Âge   | Source |
| ------------- | -------------------------------- | ---------------------- | --------------------------------------------------- | ----- | ------ |
| 1er septembre | Karl Renard                      | Drapeau de l'Allemagne | Naturaliste allemand.                               | 77    |        |
| 1er septembre | Betty de Rothschild              | Pays inconnu           | Salonnière.                                         | 81    |        |
| 3 septembre   | Marie Louise Velotti             | Drapeau de l'Italie    | Religieuse italienne.                               | 59    |        |
| 4 septembre   | Benjamin Franklin Cheatham       | Drapeau des États-Unis | Général américain.                                  | 65    |        |
| 4 septembre   | Agustina Gutiérrez Salazar       | Drapeau du Chili       | Peintre chilien.                                    | 34/35 |        |
| 5 septembre   | Hippolyte Michaud                | Drapeau de la France   | Peintre français                                    | 63    |        |
| 5 septembre   | Samuel Morley                    | Drapeau du Royaume-Uni | Homme politique britannique.                        | 76    |        |
| 6 septembre   | Simon d'Entremont                | Drapeau du Canada      | Homme politique canadien                            | 97    |        |
| 7 septembre   | Joseph-Hugues Fabisch            | Drapeau de la France   | Sculpteur français.                                 | 74    |        |
| 8 septembre   | Maurice Jean Auguste Girard      | Drapeau de la France   | Entomologiste français.                             | 63    |        |
| 9 septembre   | G.F. Imbert                      | Drapeau de la France   | Compositeur français.                               | 74    |        |
| 9 septembre   | Léon de Jouvenel                 | Drapeau de la France   | Homme politique français.                           | 74    |        |
| 10 septembre  | John Liptrot Hatton              | Drapeau du Royaume-Uni | Compositeur et chanteur britannique.                | 76    |        |
| 10 septembre  | Paul Soleillet                   | Drapeau de la France   | Explorateur français.                               | 44    |        |
| 11 septembre  | Luigi Bisi                       | Drapeau de l'Italie    | Peintre italien.                                    | 72    |        |
| 11 septembre  | Eduard Robert Flegel             | Drapeau de l'Allemagne | Explorateur allemand.                               | 30    |        |
| 12 septembre  | John McMillan                    | Drapeau du Canada      | Homme politique canadien                            | 70    |        |
| 12 septembre  | Rowland Mason Ordish             | Drapeau du Royaume-Uni | Ingénieur britannique.                              | 62    |        |
| 13 septembre  | Louis-Hector Allemand            | Drapeau de la France   | Peintre français.                                   | 77    |        |
| 13 septembre  | James Metcalfe                   | Drapeau du Canada      | Homme politique canadien                            | 63/64 |        |
| 14 septembre  | Gurdon Saltonstall Hubbard       | Drapeau des États-Unis | Homme d'affaires américain.                         | 84    |        |
| 15 septembre  | Blanche Feillet-Hennebutte       | Drapeau de la France   | Peintre, dessinatrice et lithographe française.     | 70    |        |
| 15 septembre  | Carmine Gori-Merosi              | Drapeau de l'Italie    | Prélat catholique italien.                          | 76    |        |
| 16 septembre  | Jean-Baptiste Camoin             | Drapeau de la France   | Homme d'affaires français.                          | 66    |        |
| 16 septembre  | Joseph de Carayon-Latour         | Drapeau de la France   | Homme politique français.                           | 62    |        |
| 16 septembre  | Louis Decazes                    | Drapeau de la France   | Homme politique français.                           | 67    |        |
| 17 septembre  | Asher Brown Durand               | Drapeau des États-Unis | Peintre et graveur américain.                       | 90    |        |
| 18 septembre  | Alphonse Bottard                 | Drapeau de la France   | Homme politique français.                           | 67    |        |
| 19 septembre  | Edward von Steinle               | Drapeau de l'Allemagne | Peintre allemand.                                   | 76    |        |
| 20 septembre  | Edmond Ansart                    | Drapeau de la France   | Homme politique français.                           | 58    |        |
| 21 septembre  | Alexandre Adam                   | Drapeau de la France   | Homme politique français.                           | 95    |        |
| 22 septembre  | Dabulamanzi kaMpande             | Pays inconnu           | Militaire zoulou.                                   | 46    |        |
| 22 septembre  | Joseph-Émile Lequime             | Drapeau de la Belgique | Médecin belge.                                      | 84    |        |
| 23 septembre  | Thomas Webster                   | Drapeau du Royaume-Uni | Peintre britannique.                                | 86    |        |
| 24 septembre  | Jules Duboscq                    | Drapeau de la France   | Photographe français.                               | 69    |        |
| 25 septembre  | Ernest de Blosseville            | Drapeau de la France   | Homme politique français.                           | 87    |        |
| 25 septembre  | Charles D. Robinson              | Drapeau des États-Unis | Homme politique américain.                          | 63    |        |
| 26 septembre  | Hippolyte Castille               | Drapeau de la France   | Journaliste et écrivain français.                   | 65    |        |
| 27 septembre  | Pierre de Breyne                 | Drapeau de la Belgique | Homme politique belge.                              | 85    |        |
| 27 septembre  | Octave François Charles Didelot  | Drapeau de la France   | Officier de marine français.                        | 73    |        |
| 29 septembre  | Hippolyte Rimbaut                | Drapeau de la France   | Dramaturge français.                                | 78    |        |
| 30 septembre  | Franz Adam                       | Drapeau de l'Allemagne | Peintre allemand.                                   | 71    |        |
| 30 septembre  | Joseph-Émile Belot               | Drapeau de la France   | Historien français.                                 | 57    |        |
| 30 septembre  | Eduard von Bomhard               | Drapeau de l'Allemagne | Homme politique allemand.                           | 76    |        |
| 30 septembre  | Botho von Hülsen                 | Drapeau de l'Allemagne | Intendant de théâtre allemand.                      | 70    |        |
| 30 septembre  | Bedford Clapperton Trevelyan Pim | Drapeau du Royaume-Uni | Amiral, explorateur et homme politique britannique. | 60    |        |